# يسوع وشهود العيان
يسوع وشهود العيان: الإنجيل كشهادة شهود عيان (بالإنجليزية: Jesus and the Eyewitnesses: The Gospels as Eyewitness Testimony)‏، هو كتاب كتبه عالم اللاهوت و‌الباحث التوراتي ريتشارد باوكهام ونُشر في عام 2006.
يتحدى الكتاب وجهة النظر الجماعية القائلة بأنه «بينما نشأ شهود العيان (على الأقل بعض) التقاليد عن يسوع، تم نقلها بعد ذلك كتقاليد مجهولة الهوية في المجتمعات المسيحية الأولى، وتطورت في جميع أنواع الطرق في هذه العملية، ووصلت إلى كُتّاب الإنجيل كنتاج لنقل المجتمع وتطوره». وتجادل بأن الأناجيل السينوبتيكية تستند «بشكل وثيق» إلى شهادة شهود العيان، بينما يكتب شاهد عيان أحدها (إنجيل يوحنا). يقدم الفصل الأخير حجة لاهوتية ضد الانقسام بين مسيح الإيمان و‌يسوع التاريخي.
وصف بن ويرينجتون الثالث كتاب يسوع وشهود العيان على أنه نقلة نوعية في دراسة الأناجيل. في عدد خاص من مجلة دراسة يسوع التاريخي المكرس للكتاب، وصفه صموئيل بيرسكوج بأنه «إنجاز رائع يضع بحق دور شهود العيان في المسيحية المبكرة على جدول الأعمال الأكاديمي الدولي ويشير إلى أهميته التاريخية واللاهوتية.» وفقاً لجوديث سي إس ريدمان "Judith CS Redman"، يساهم هذا الكتاب أيضاً من بين أمور أخرى في «تقديم نموذج جديد لا يتجاهل الإنجيل الرابع في البحث عن معلومات تاريخية عن يسوع». وفقاً لسارة باركس، فإن هذا «مزيج من العمل الدقيق الذي يساهم في المعرفة العلمية والتحيز الشديد الذي يساهم فقط في الضجيج الجدلي» الذي «لطالما ميّز أبحاث يسوع التاريخية».
مُنح الكتاب جائزة كتاب كريستيانتي تودي لعام 2007 في الدراسات الكتابية وفي عام 2009 جائزة مايكل رامسي "Michael Ramsey Prize" للكتابة اللاهوتية («وضعت شيئاً من القنبلة تحت قدر كبير من منحة العهد الجديد»).
عكس باوكهام في مناظرة إذاعية في عام 2016 أنه عندما نُشر الكتاب لأول مرة، كان هناك «مجموعة كبيرة من ردود الفعل، من الأشخاص المتحمسين بشدة للأشخاص الذين يكرهونه تماماً»، وأشار إلى أن شريكه في المناظرة بارت إيرمان اختلف مع استنتاجاته.
تم نشر طبعة ثانية موسعة من يسوع وشهود العيان من قِبل إيردمان في عام 2017.